# Campeonato Mundial de Atletismo Júnior de 2012 - Decatlo masculino
A prova do decatlo masculino do Campeonato Mundial de Atletismo Júnior de 2012 ocorreu entre os dias 10 e 11 de julho em Barcelona, na Espanha. 

## Recordes
Antes desta competição, os recordes mundiais e do campeonato nesta prova eram os seguintes:
|     | Nome             | Nacionalidade     | Pontos | Local  | Data                 |
| --- | ---------------- | ----------------- | ------ | ------ | -------------------- |
| WJR | Torsten Voss     | Alemanha Oriental | 8397   | Erfurt | 7 de julho de 1982   |
| CR  | Arkadiy Vasilyev | Rússia            | 8059   | Pequim | 17 de agosto de 2006 |

## Medalhistas
| Ouro               | Prata            | Bronze           |
| Gunnar Nixon (USA) | Jake Stein (AUS) | Tim Dekker (NED) |

## Cronograma
Todos os horários são locais (UTC+1).
| Data        | Hora  | Evento                   |
| ----------- | ----- | ------------------------ |
| 10 de julho | 09:40 | 100 metros rasos         |
| 10 de julho | 10:30 | Salto em distância       |
| 10 de julho | 12:15 | Arremesso de peso        |
| 10 de julho | 18:00 | Salto em altura          |
| 10 de julho | 20:25 | 400 metros rasos         |
| 11 de julho | 09:00 | 110 metros com barreiras |
| 11 de julho | 09:45 | Arremesso de disco       |
| 11 de julho | 12:25 | Salto com vara           |
| 11 de julho | 18:05 | Lançamento de dardo      |
| 11 de julho | 21:15 | 1500 metros rasos        |

## Resultados

### 100 metros rasos
A prova ocorreu dia 10 de julho ás 09:40. 
| Posição | Bateria | Raia | Atleta                | Nacionalidade  | Tempo | Notas           | Pontos |
| ------- | ------- | ---- | --------------------- | -------------- | ----- | --------------- | ------ |
| 1       | 3       | 8    | Lukas Schmitz         | Alemanha       | 11.00 | Recorde pessoal | 861    |
| 1       | 3       | 2    | Benjamin Gföhler      | Suíça          | 11.00 | Recorde pessoal | 861    |
| 3       | 1       | 7    | Karl Robert Saluri    | Estónia        | 11.04 | Recorde pessoal | 852    |
| 4       | 3       | 3    | Cedric Dubler         | Austrália      | 11.05 | Recorde pessoal | 850    |
| 5       | 3       | 4    | Tim Dekker            | Países Baixos  | 11.06 |                 | 847    |
| 6       | 1       | 8    | Felipe dos Santos     | Brasil         | 11.07 | Recorde pessoal | 845    |
| 7       | 1       | 4    | Markus Leemet         | Estónia        | 11.09 | Recorde pessoal | 841    |
| 8       | 3       | 5    | Ruben Gado            | França         | 11.10 |                 | 838    |
| 9       | 2       | 8    | Vacláv Sedlák         | Chéquia        | 11.13 | Recorde pessoal | 832    |
| 10      | 2       | 3    | Abdel Kader Larrinaga | Cuba           | 11.20 | Recorde pessoal | 817    |
| 11      | 1       | 9    | Juuso Hassi           | Finlândia      | 11.21 | Recorde pessoal | 814    |
| 12      | 2       | 7    | Gunnar Nixon          | Estados Unidos | 11.23 | Recorde pessoal | 810    |
| 13      | 3       | 6    | Pieter Braun          | Países Baixos  | 11.28 | Recorde pessoal | 799    |
| 14      | 2       | 4    | Tim Nowak             | Alemanha       | 11.31 | Recorde pessoal | 793    |
| 14      | 3       | 9    | Jake Stein            | Austrália      | 11.31 |                 | 793    |
| 16      | 1       | 5    | James Turner          | Canadá         | 11.33 | Recorde pessoal | 789    |
| 17      | 2       | 2    | Garrett Scantling     | Estados Unidos | 11.35 | Recorde pessoal | 784    |
| 18      | 1       | 3    | Luca Di Tizio         | Suíça          | 11.42 | Recorde pessoal | 769    |
| 19      | 1       | 6    | Manuel A. González    | Cuba           | 11.48 | Recorde pessoal | 757    |
| 20      | 3       | 7    | Dino Dodig            | Sérvia         | 11.49 |                 | 755    |
| 21      | 2       | 9    | Aleh Kopach           | Bielorrússia   | 11.51 |                 | 750    |
| 22      | 2       | 6    | Jorge Ureña           | Espanha        | 11.54 | Recorde pessoal | 744    |
| 23      | 2       | 5    | Arne Broeders         | Bélgica        | 11.58 | Recorde pessoal | 736    |

### Salto em distância
A prova ocorreu dia 10 de julho ás 10:30. 
| Posição | Grupo | Atleta                | Nacionalidade  | #1   | #2   | #3   | Resultados | Notas                | Pontos |
| ------- | ----- | --------------------- | -------------- | ---- | ---- | ---- | ---------- | -------------------- | ------ |
| 1       | B     | Cedric Dubler         | Austrália      | 7.22 | 7.47 | 7.45 | 7.47       | Recorde pessoal      | 927    |
| 2       | B     | Jake Stein            | Austrália      | 7.27 | 7.41 | 7.26 | 7.41       | Recorde pessoal      | 913    |
| 3       | A     | Benjamin Gföhler      | Suíça          | x    | 6.92 | 7.38 | 7.38       | Recorde pessoal      | 905    |
| 4       | B     | Lukas Schmitz         | Alemanha       | 7.12 | 6.99 | 7.34 | 7.34       | Recorde pessoal      | 896    |
| 5       | A     | Ruben Gado            | França         | 7.31 | 7.24 | x    | 7.31       | Recorde pessoal      | 888    |
| 6       | B     | Pieter Braun          | Países Baixos  | 7.05 | 7.25 | 7.05 | 7.25       |                      | 874    |
| 7       | B     | Manuel A. González    | Cuba           | 6.97 | 7.23 | 7.15 | 7.23       | Recorde pessoal      | 869    |
| 8       | A     | Tim Dekker            | Países Baixos  | 7.23 | 7.14 | -    | 7.23       | Recorde pessoal      | 869    |
| 9       | B     | Karl Robert Saluri    | Estónia        | 7.21 | x    | 7.19 | 7.21       | Recorde pessoal      | 864    |
| 10      | B     | Gunnar Nixon          | Estados Unidos | 7.12 | x    | x    | 7.12       |                      | 842    |
| 11      | B     | Abdel Kader Larrinaga | Cuba           | 7.05 | 7.08 | x    | 7.08       | Recorde pessoal      | 833    |
| 12      | A     | Felipe dos Santos     | Brasil         | 6.98 | 7.06 | 7.00 | 7.06       | Recorde pessoal      | 828    |
| 13      | A     | Luca Di Tizio         | Suíça          | 6.77 | 7.02 | 6.75 | 7.02       | Recorde pessoal      | 818    |
| 14      | A     | Juuso Hassi           | Finlândia      | 6.70 | 7.01 | x    | 7.01       | Recorde pessoal      | 816    |
| 15      | A     | Arne Broeders         | Bélgica        | 6.75 | 6.61 | 6.96 | 6.96       |                      | 804    |
| 16      | B     | Aleh Kopach           | Bielorrússia   | 6.88 | 6.79 | x    | 6.88       |                      | 785    |
| 17      | B     | Dino Dodig            | Sérvia         | 6.59 | 6.88 | 6.65 | 6.88       |                      | 785    |
| 18      | A     | James Turner          | Canadá         | 6.58 | 6.37 | 6.87 | 6.87       | Recorde pessoal      | 783    |
| 19      | B     | Markus Leemet         | Estónia        | x    | x    | 6.87 | 6.87       |                      | 783    |
| 20      | B     | Jorge Ureña           | Espanha        | 6.56 | 6.76 | 6.64 | 6.76       |                      | 757    |
| 21      | A     | Vacláv Sedlák         | Chéquia        | 6.61 | 6.60 | 6.73 | 6.73       | Recorde da temporada | 750    |
| 22      | A     | Tim Nowak             | Alemanha       | 6.49 | 6.50 | 6.70 | 6.70       | Recorde pessoal      | 743    |
| 23      | A     | Garrett Scantling     | Estados Unidos | 6.61 | x    | 6.59 | 6.61       |                      | 723    |

### Arremesso de peso
A prova ocorreu dia 10 de julho ás 12:15. 
| Posição | Grupo | Atleta                | Nacionalidade  | #1    | #2    | #3    | Resultados | Notas                | Pontos |
| ------- | ----- | --------------------- | -------------- | ----- | ----- | ----- | ---------- | -------------------- | ------ |
| 1       | A     | Jake Stein            | Austrália      | 16.19 | 16.39 | x     | 16.39      |                      | 875    |
| 2       | A     | Pieter Braun          | Países Baixos  | 14.63 | 14.30 | 15.47 | 15.47      | Recorde pessoal      | 819    |
| 3       | A     | Tim Nowak             | Alemanha       | 13.57 | 14.89 | x     | 14.89      | Recorde pessoal      | 783    |
| 4       | A     | Manuel A. González    | Cuba           | 14.46 | 14.59 | 14.78 | 14.78      |                      | 776    |
| 5       | A     | Tim Dekker            | Países Baixos  | 13.63 | 14.68 | 13.97 | 14.68      |                      | 770    |
| 6       | A     | Gunnar Nixon          | Estados Unidos | 14.30 | x     | 14.54 | 14.54      | Recorde pessoal      | 761    |
| 7       | A     | Garrett Scantling     | Estados Unidos | x     | 13.45 | 14.47 | 14.47      | Recorde pessoal      | 757    |
| 8       | A     | Felipe dos Santos     | Brasil         | 12.43 | 14.44 | 10.21 | 14.44      |                      | 755    |
| 9       | A     | Karl Robert Saluri    | Estónia        | 13.78 | x     | 14.20 | 14.20      |                      | 741    |
| 10      | A     | Vacláv Sedlák         | Chéquia        | 13.99 | x     | x     | 13.99      | Recorde pessoal      | 728    |
| 11      | A     | Abdel Kader Larrinaga | Cuba           | 12.57 | 13.93 | 13.90 | 13.93      |                      | 724    |
| 12      | B     | Juuso Hassi           | Finlândia      | 13.53 | x     | x     | 13.53      |                      | 700    |
| 13      | A     | Arne Broeders         | Bélgica        | 13.37 | 13.16 | 13.02 | 13.37      |                      | 690    |
| 14      | B     | Lukas Schmitz         | Alemanha       | 12.59 | 12.75 | 12.52 | 12.75      | Recorde da temporada | 652    |
| 15      | B     | Benjamin Gföhler      | Suíça          | 12.23 | 12.68 | 11.87 | 12.68      |                      | 648    |
| 16      | B     | Markus Leemet         | Estónia        | 10.97 | 9.33  | 12.65 | 12.65      |                      | 646    |
| 17      | B     | James Turner          | Canadá         | 12.53 | x     | x     | 12.53      | Recorde pessoal      | 639    |
| 18      | B     | Ruben Gado            | França         | 12.42 | 11.75 | 11.13 | 12.42      | Recorde pessoal      | 632    |
| 19      | B     | Cedric Dubler         | Austrália      | 12.35 | 12.19 | 12.15 | 12.35      | Recorde pessoal      | 628    |
| 20      | B     | Aleh Kopach           | Bielorrússia   | 12.04 | 11.27 | 12.24 | 12.24      |                      | 632    |
| 21      | B     | Dino Dodig            | Sérvia         | x     | 11.57 | 12.02 | 12.02      |                      | 608    |
| 22      | B     | Luca Di Tizio         | Suíça          | 11.36 | 11.25 | 11.88 | 11.88      | Recorde pessoal      | 599    |
| 23      | B     | Jorge Ureña           | Espanha        | 11.58 | x     | x     | 11.58      |                      | 581    |

### Salto em altura
A prova ocorreu dia 10 de julho ás 18:00. 
| Posição | Grupo | Atleta                | Nacionalidade  | 1.68 | 1.71 | 1.74 | 1.77 | 1.80 | 1.83 | 1.86 | 1.89 | 1.92 | 1.95 | 1.98 | 2.01 | 2.04 | 2.07 | 2.10 | 2.13 | Resultados | Notas                | Pontos |
| ------- | ----- | --------------------- | -------------- | ---- | ---- | ---- | ---- | ---- | ---- | ---- | ---- | ---- | ---- | ---- | ---- | ---- | ---- | ---- | ---- | ---------- | -------------------- | ------ |
| 1       | A     | Gunnar Nixon          | Estados Unidos | -    | -    | -    | -    | -    | -    | -    | -    | o    | -    | o    | o    | xo   | xxo  | o    | xxx  | 2.10       |                      | 896    |
| 2       | B     | Cedric Dubler         | Austrália      | -    | -    | -    | -    | -    | -    | -    | -    | -    | o    | -    | o    | xxo  | o    | xxx  |      | 2.07       |                      | 868    |
| 3       | A     | Tim Dekker            | Países Baixos  | -    | -    | -    | -    | -    | -    | -    | -    | o    | xo   | o    | o    | xo   | xxx  |      |      | 2.04       | Recorde pessoal      | 840    |
| 4       | A     | Garrett Scantling     | Estados Unidos | -    | -    | -    | -    | -    | -    | -    | -    | xo   | o    | -    | o    | xxx  |      |      |      | 2.01       |                      | 813    |
| 5       | A     | Abdel Kader Larrinaga | Cuba           | -    | -    | -    | -    | -    | -    | -    | -    | o    | o    | o    | xo   | xxx  |      |      |      | 2.01       |                      | 813    |
| 6       | B     | Aleh Kopach           | Bielorrússia   | -    | -    | -    | -    | -    | o    | o    | o    | o    | xxo  | o    | xo   | xxx  |      |      |      | 2.01       | Recorde pessoal      | 813    |
| 7       | A     | Manuel A. González    | Cuba           | -    | -    | -    | -    | -    | -    | o    | o    | xo   | xo   | xo   | xo   | xxx  |      |      |      | 2.01       | Recorde pessoal      | 813    |
| 8       | A     | Tim Nowak             | Alemanha       | -    | -    | -    | o    | -    | o    | o    | o    | o    | o    | xo   | xxx  |      |      |      |      | 1.98       | Recorde pessoal      | 785    |
| 9       | B     | Dino Dodig            | Sérvia         | -    | -    | -    | -    | o    | -    | o    | -    | o    | o    | xxo  | xxx  |      |      |      |      | 1.98       | Recorde pessoal      | 785    |
| 10      | A     | Jake Stein            | Austrália      | -    | -    | -    | -    | -    | -    | -    | o    | -    | o    | xxx  |      |      |      |      |      | 1.95       |                      | 758    |
| 11      | B     | Luca Di Tizio         | Suíça          | -    | -    | -    | o    | -    | o    | o    | o    | o    | xo   | xxx  |      |      |      |      |      | 1.95       | Recorde pessoal      | 758    |
| 12      | A     | Pieter Braun          | Países Baixos  | -    | -    | -    | -    | -    | -    | -    | xo   | o    | xo   | xxx  |      |      |      |      |      | 1.95       |                      | 758    |
| 13      | A     | Vacláv Sedlák         | Chéquia        | -    | -    | -    | -    | o    | o    | o    | o    | xo   | xxx  |      |      |      |      |      |      | 1.92       |                      | 731    |
| 14      | B     | Jorge Ureña           | Espanha        | -    | -    | -    | xo   | -    | xxo  | o    | xxo  | xxo  | xxx  |      |      |      |      |      |      | 1.92       | Recorde pessoal      | 731    |
| 15      | A     | Felipe dos Santos     | Brasil         | -    | -    | -    | xo   | o    | xxo  | xo   | xxx  |      |      |      |      |      |      |      |      | 1.86       | Recorde pessoal      | 679    |
| 16      | B     | Juuso Hassi           | Finlândia      | -    | o    | -    | o    | o    | o    | xxo  | xxx  |      |      |      |      |      |      |      |      | 1.86       | Recorde pessoal      | 679    |
| 16      | B     | Lukas Schmitz         | Alemanha       | -    | -    | -    | o    | -    | o    | xxo  | xxx  |      |      |      |      |      |      |      |      | 1.86       |                      | 679    |
| 18      | B     | James Turner          | Canadá         | -    | xo   | -    | o    | xo   | o    | xxo  | xxx  |      |      |      |      |      |      |      |      | 1.86       | Recorde da temporada | 679    |
| 19      | A     | Karl Robert Saluri    | Estónia        | -    | -    | o    | xo   | o    | o    | xxx  |      |      |      |      |      |      |      |      |      | 1.83       | Recorde pessoal      | 653    |
| 20      | A     | Arne Broeders         | Bélgica        | -    | -    | -    | o    | o    | xxo  | xxx  |      |      |      |      |      |      |      |      |      | 1.83       |                      | 653    |
| 21      | B     | Markus Leemet         | Estónia        | -    | o    | o    | o    | o    | xxx  |      |      |      |      |      |      |      |      |      |      | 1.80       |                      | 627    |
| 22      | B     | Benjamin Gföhler      | Suíça          | o    | xo   | o    | o    | xxo  | xxx  |      |      |      |      |      |      |      |      |      |      | 1.80       |                      | 627    |
| 23      | B     | Ruben Gado            | França         | -    | xxo  | xo   | xxx  |      |      |      |      |      |      |      |      |      |      |      |      | 1.74       |                      | 577    |

### 400 metros rasos
A prova ocorreu dia 10 de julho ás 20:25. 
| Posição | Bateria | Raia | Atleta                | Nacionalidade  | Tempo | Notas                | Pontos |
| ------- | ------- | ---- | --------------------- | -------------- | ----- | -------------------- | ------ |
| 1       | 3       | 3    | Lukas Schmitz         | Alemanha       | 47.73 |                      | 922    |
| 2       | 3       | 8    | Gunnar Nixon          | Estados Unidos | 49.13 |                      | 855    |
| 3       | 2       | 3    | Ruben Gado            | França         | 49.21 | Recorde pessoal      | 851    |
| 4       | 2       | 5    | Karl Robert Saluri    | Estónia        | 49.60 | Recorde pessoal      | 833    |
| 5       | 3       | 7    | Cedric Dubler         | Austrália      | 49.70 |                      | 828    |
| 5       | 3       | 2    | Tim Dekker            | Países Baixos  | 49.70 |                      | 828    |
| 7       | 2       | 2    | Markus Leemet         | Estónia        | 49.80 | Recorde pessoal      | 824    |
| 8       | 2       | 7    | Aleh Kopach           | Bielorrússia   | 49.87 | Recorde pessoal      | 821    |
| 9       | 2       | 9    | James Turner          | Canadá         | 49.90 | Recorde pessoal      | 819    |
| 10      | 3       | 5    | Vacláv Sedlák         | Chéquia        | 50.08 |                      | 811    |
| 11      | 3       | 4    | Benjamin Gföhler      | Suíça          | 50.20 |                      | 805    |
| 12      | 3       | 6    | Dino Dodig            | Sérvia         | 50.31 |                      | 800    |
| 12      | 1       | 2    | Juuso Hassi           | Finlândia      | 50.31 | Recorde da temporada | 800    |
| 14      | 1       | 5    | Felipe dos Santos     | Brasil         | 50.38 | Recorde da temporada | 797    |
| 15      | 3       | 9    | Pieter Braun          | Países Baixos  | 50.60 |                      | 787    |
| 16      | 2       | 8    | Tim Nowak             | Alemanha       | 50.81 |                      | 778    |
| 17      | 1       | 8    | Abdel Kader Larrinaga | Cuba           | 51.00 | Recorde pessoal      | 769    |
| 18      | 2       | 6    | Luca Di Tizio         | Suíça          | 51.03 |                      | 768    |
| 19      | 1       | 7    | Jake Stein            | Austrália      | 51.15 | Recorde pessoal      | 762    |
| 20      | 2       | 4    | Arne Broeders         | Bélgica        | 51.37 |                      | 753    |
| 21      | 1       | 6    | Jorge Ureña           | Espanha        | 51.79 | Recorde pessoal      | 734    |
| 22      | 1       | 4    | Manuel A. González    | Cuba           | 52.26 | Recorde pessoal      | 713    |
| 99      | 1       | 3    | Garrett Scantling     | Estados Unidos | DSQ   |                      | 0      |

### 110 metros com barreiras
A prova ocorreu dia 11 de julho ás 09:00. 
| Posição | Bateria | Raia | Atleta                | Nacionalidade  | Tempo | Notas                | Pontos |
| ------- | ------- | ---- | --------------------- | -------------- | ----- | -------------------- | ------ |
| 1       | 3       | 8    | Tim Dekker            | Países Baixos  | 14.02 |                      | 972    |
| 2       | 3       | 5    | Vacláv Sedlák         | Chéquia        | 14.09 |                      | 963    |
| 3       | 3       | 2    | Gunnar Nixon          | Estados Unidos | 14.54 |                      | 906    |
| 4       | 3       | 6    | Abdel Kader Larrinaga | Cuba           | 14.58 |                      | 901    |
| 4       | 3       | 7    | Jorge Ureña           | Espanha        | 14.58 |                      | 901    |
| 6       | 3       | 3    | Cedric Dubler         | Austrália      | 14.62 |                      | 896    |
| 7       | 3       | 4    | Pieter Braun          | Países Baixos  | 14.69 |                      | 887    |
| 8       | 1       | 6    | Felipe dos Santos     | Brasil         | 14.70 | Recorde pessoal      | 886    |
| 9       | 2       | 7    | Tim Nowak             | Alemanha       | 14.87 | Recorde pessoal      | 865    |
| 10      | 3       | 9    | Jake Stein            | Austrália      | 14.90 |                      | 862    |
| 11      | 1       | 7    | Ruben Gado            | França         | 14.92 | Recorde pessoal      | 859    |
| 12      | 2       | 5    | Lukas Schmitz         | Alemanha       | 14.96 | Recorde pessoal      | 854    |
| 13      | 2       | 8    | Luca Di Tizio         | Suíça          | 15.00 |                      | 850    |
| 14      | 1       | 9    | Manuel A. González    | Cuba           | 15.07 | Recorde pessoal      | 841    |
| 15      | 2       | 9    | Markus Leemet         | Estónia        | 15.14 |                      | 833    |
| 16      | 2       | 4    | Aleh Kopach           | Bielorrússia   | 15.21 |                      | 824    |
| 17      | 2       | 6    | Dino Dodig            | Sérvia         | 15.23 |                      | 822    |
| 18      | 1       | 2    | Arne Broeders         | Bélgica        | 15.48 | Recorde pessoal      | 792    |
| 19      | 1       | 3    | Karl Robert Saluri    | Estónia        | 15.51 |                      | 789    |
| 20      | 1       | 5    | James Turner          | Canadá         | 15.58 | Recorde pessoal      | 781    |
| 21      | 2       | 3    | Benjamin Gföhler      | Suíça          | 15.68 | Recorde da temporada | 769    |
| 99      | 1       | 8    | Juuso Hassi           | Finlândia      | DSQ   |                      | 0      |
| 99      | 1       | 4    | Garrett Scantling     | Estados Unidos | DNS   |                      | 0      |

### Arremesso de disco
A prova ocorreu dia 11 de julho ás 09:45. 
| Posição | Grupo | Atleta                | Nacionalidade  | #1    | #2    | #3    | Resultados | Notas                | Pontos |
| ------- | ----- | --------------------- | -------------- | ----- | ----- | ----- | ---------- | -------------------- | ------ |
| 1       | B     | Jake Stein            | Austrália      | 46.93 | 51.43 | 51.22 | 51.43      |                      | 900    |
| 2       | A     | Juuso Hassi           | Finlândia      | 41.15 | 44.86 | x     | 44.86      | Recorde da temporada | 764    |
| 3       | B     | Pieter Braun          | Países Baixos  | 44.24 | 43.26 | 42.14 | 44.24      | Recorde pessoal      | 751    |
| 4       | A     | Tim Dekker            | Países Baixos  | 43.69 | 42.60 | x     | 43.69      | Recorde pessoal      | 740    |
| 5       | B     | Tim Nowak             | Alemanha       | 40.10 | 42.57 | x     | 42.57      | Recorde pessoal      | 717    |
| 6       | B     | Gunnar Nixon          | Estados Unidos | 39.43 | 41.38 | 42.23 | 42.23      | Recorde pessoal      | 710    |
| 7       | A     | James Turner          | Canadá         | 37.97 | 42.16 | 40.70 | 42.16      | Recorde pessoal      | 709    |
| 8       | B     | Felipe dos Santos     | Brasil         | 32.01 | x     | 41.27 | 41.27      |                      | 690    |
| 9       | B     | Arne Broeders         | Bélgica        | 39.48 | 36.17 | 40.02 | 40.02      |                      | 665    |
| 10      | B     | Ruben Gado            | França         | 39.54 | 37.26 | x     | 39.54      |                      | 655    |
| 11      | B     | Karl Robert Saluri    | Estónia        | 39.30 | 38.33 | x     | 39.30      |                      | 650    |
| 12      | A     | Markus Leemet         | Estónia        | 38.52 | 38.83 | 35.84 | 38.83      | Recorde pessoal      | 641    |
| 13      | A     | Benjamin Gföhler      | Suíça          | 35.63 | 38.48 | 32.88 | 38.48      | Recorde pessoal      | 634    |
| 14      | B     | Dino Dodig            | Sérvia         | 35.59 | 38.26 | 35.24 | 38.26      |                      | 629    |
| 15      | B     | Manuel A. González    | Cuba           | 37.68 | 37.02 | x     | 37.68      |                      | 618    |
| 16      | A     | Vacláv Sedlák         | Chéquia        | x     | 37.34 | 37.11 | 37.34      |                      | 611    |
| 17      | B     | Abdel Kader Larrinaga | Cuba           | x     | x     | 37.00 | 37.00      |                      | 604    |
| 18      | A     | Lukas Schmitz         | Alemanha       | 36.93 | x     | x     | 36.93      | Recorde da temporada | 602    |
| 19      | A     | Luca Di Tizio         | Suíça          | 32.20 | 36.58 | x     | 36.58      | Recorde pessoal      | 595    |
| 20      | A     | Cedric Dubler         | Austrália      | 36.15 | x     | x     | 36.15      |                      | 587    |
| 21      | A     | Aleh Kopach           | Bielorrússia   | 22.97 | 33.95 | 35.91 | 35.91      | Recorde pessoal      | 582    |
| 22      | A     | Jorge Ureña           | Espanha        | 34.86 | 35.56 | x     | 35.56      |                      | 575    |
| 99      | B     | Garrett Scantling     | Estados Unidos |       |       |       | DNS        |                      | 0      |

### Salto com vara
A prova ocorreu dia 11 de julho ás 12:25. 
| Posição | Grupo | Atleta                | Nacionalidade  | 3.30 | 3.40 | 3.50 | 3.60 | 3.70 | 3.80 | 3.90 | 4.00 | 4.10 | 4.20 | 4.30 | 4.40 | 4.50 | 4.60 | 4.70 | 4.80 | Resultados | Notas                | Pontos |
| ------- | ----- | --------------------- | -------------- | ---- | ---- | ---- | ---- | ---- | ---- | ---- | ---- | ---- | ---- | ---- | ---- | ---- | ---- | ---- | ---- | ---------- | -------------------- | ------ |
| 1       | B     | Ruben Gado            | França         | -    | -    | -    | -    | -    | -    | -    | -    | -    | -    | -    | -    | xxo  | xo   | o    | xxx  | 4.70       |                      | 819    |
| 2       | B     | Luca Di Tizio         | Suíça          | -    | -    | -    | -    | -    | -    | -    | -    | -    | o    | o    | o    | o    | xxx  |      |      | 4.50       | Recorde pessoal      | 760    |
| 3       | B     | Karl Robert Saluri    | Estónia        | -    | -    | -    | -    | -    | -    | -    | -    | -    | xo   | o    | o    | o    | xxx  |      |      | 4.50       | Recorde pessoal      | 760    |
| 4       | B     | Gunnar Nixon          | Estados Unidos | -    | -    | -    | -    | -    | -    | -    | -    | -    | o    | o    | o    | xxo  | xxx  |      |      | 4.50       |                      | 760    |
| 4       | B     | Cedric Dubler         | Austrália      | -    | -    | -    | -    | -    | -    | -    | -    | -    | o    | -    | o    | xxo  | xxx  |      |      | 4.50       |                      | 760    |
| 6       | A     | Arne Broeders         | Bélgica        | -    | -    | -    | -    | -    | -    | -    | o    | -    | o    | xo   | xxo  | xxo  | xxx  |      |      | 4.50       | Recorde pessoal      | 760    |
| 7       | B     | Lukas Schmitz         | Alemanha       | -    | -    | -    | -    | -    | -    | -    | o    | -    | xo   | o    | o    | xxx  |      |      |      | 4.40       | Recorde da temporada | 731    |
| 8       | B     | Juuso Hassi           | Finlândia      | -    | -    | -    | -    | -    | -    | -    | xo   | -    | xo   | xxo  | xo   | xx   |      |      |      | 4.40       | Recorde da temporada | 731    |
| 9       | A     | Aleh Kopach           | Bielorrússia   | -    | -    | -    | -    | -    | -    | -    | o    | xxo  | o    | xo   | xxx  |      |      |      |      | 4.30       | Recorde pessoal      | 702    |
| 10      | B     | Manuel A. González    | Cuba           | -    | -    | -    | -    | -    | o    | -    | xo   | xo   | o    | xxo  | xxx  |      |      |      |      | 4.30       |                      | 702    |
| 11      | A     | Tim Dekker            | Países Baixos  | -    | -    | -    | -    | -    | -    | -    | xo   | xxo  | o    | xxx  |      |      |      |      |      | 4.20       |                      | 673    |
| 12      | B     | Vacláv Sedlák         | Chéquia        | -    | -    | -    | -    | -    | -    | -    | -    | -    | xo   | xxx  |      |      |      |      |      | 4.20       |                      | 673    |
| 13      | A     | Jorge Ureña           | Espanha        | -    | -    | o    | -    | xo   | -    | xo   | o    | o    | xxx  |      |      |      |      |      |      | 4.10       | Recorde pessoal      | 645    |
| 14      | A     | Markus Leemet         | Estónia        | -    | -    | -    | -    | xo   | o    | o    | xxx  |      |      |      |      |      |      |      |      | 3.90       |                      | 590    |
| 15      | A     | Tim Nowak             | Alemanha       | -    | -    | -    | o    | -    | o    | xxx  |      |      |      |      |      |      |      |      |      | 3.80       |                      | 562    |
| 16      | A     | Benjamin Gföhler      | Suíça          | xo   | -    | -    | xo   | -    | o    | -    |      |      |      |      |      |      |      |      |      | 3.80       |                      | 562    |
| 17      | A     | Jake Stein            | Austrália      | -    | o    | -    | o    | -    | xo   | xxx  |      |      |      |      |      |      |      |      |      | 3.80       |                      | 562    |
| 17      | A     | Felipe dos Santos     | Brasil         | -    | -    | -    | -    | -    | xo   | -    | xxx  |      |      |      |      |      |      |      |      | 3.80       |                      | 562    |
| 17      | A     | Dino Dodig            | Sérvia         | -    | -    | -    | o    | -    | xo   | xxx  |      |      |      |      |      |      |      |      |      | 3.80       | Recorde pessoal      | 562    |
| 20      | A     | Abdel Kader Larrinaga | Cuba           | -    | -    | o    | x-   | xx   |      |      |      |      |      |      |      |      |      |      |      | 3.50       |                      | 482    |
| 21      | A     | James Turner          | Canadá         | xo   | xo   | xo   | xxx  |      |      |      |      |      |      |      |      |      |      |      |      | 3.50       | Recorde pessoal      | 482    |
| 99      | B     | Pieter Braun          | Países Baixos  | -    | -    | -    | -    | -    | -    | -    | -    | -    | xxx  |      |      |      |      |      |      | NM         |                      | 0      |
| 99      | B     | Garrett Scantling     | Estados Unidos |      |      |      |      |      |      |      |      |      |      |      |      |      |      |      |      | DNS        |                      | 0      |

### Lançamento de dardo
A prova ocorreu dia 11 de julho ás 18:05. 
| Posição | Grupo | Atleta                | Nacionalidade  | #1    | #2    | #3    | Resultados | Notas                | Pontos |
| ------- | ----- | --------------------- | -------------- | ----- | ----- | ----- | ---------- | -------------------- | ------ |
| 1       | A     | Jake Stein            | Austrália      | 60.14 | x     | 69.61 | 69.61      | Recorde pessoal      | 883    |
| 2       | B     | Arne Broeders         | Bélgica        | 57.62 | 57.08 | 56.04 | 57.62      |                      | 702    |
| 3       | B     | Gunnar Nixon          | Estados Unidos | 54.28 | 56.25 | x     | 56.25      |                      | 682    |
| 4       | A     | Manuel A. González    | Cuba           | 48.55 | 49.99 | 55.89 | 55.89      |                      | 676    |
| 5       | B     | Karl Robert Saluri    | Estónia        | 51.55 | 50.86 | 55.80 | 55.80      | Recorde pessoal      | 675    |
| 6       | A     | Pieter Braun          | Países Baixos  | 55.51 | 53.21 | 50.88 | 55.51      |                      | 671    |
| 7       | B     | Luca Di Tizio         | Suíça          | x     | 54.11 | 53.01 | 54.11      |                      | 650    |
| 8       | A     | Tim Nowak             | Alemanha       | 53.56 | 52.32 | 53.85 | 53.85      |                      | 646    |
| 9       | B     | Cedric Dubler         | Austrália      | 48.35 | 44.11 | 50.59 | 50.59      | Recorde pessoal      | 597    |
| 10      | A     | James Turner          | Canadá         | 49.01 | x     | 50.54 | 50.54      |                      | 597    |
| 11      | A     | Abdel Kader Larrinaga | Cuba           | 50.41 | 48.07 | 47.77 | 50.41      |                      | 595    |
| 12      | B     | Ruben Gado            | França         | 45.41 | 50.40 | 49.53 | 50.40      | Recorde pessoal      | 595    |
| 13      | A     | Markus Leemet         | Estónia        | 49.90 | x     | 47.00 | 49.90      | Recorde pessoal      | 587    |
| 14      | A     | Felipe dos Santos     | Brasil         | 49.52 | 43.40 | 49.09 | 49.52      |                      | 581    |
| 15      | B     | Jorge Ureña           | Espanha        | 48.01 | 45.24 | 48.64 | 48.64      | Recorde pessoal      | 568    |
| 16      | B     | Tim Dekker            | Países Baixos  | 42.41 | 40.76 | 48.04 | 48.04      | Recorde pessoal      | 560    |
| 17      | A     | Lukas Schmitz         | Alemanha       | 46.28 | 46.53 | x     | 46.53      | Recorde da temporada | 537    |
| 18      | A     | Dino Dodig            | Sérvia         | 44.66 | 44.62 | 42.58 | 44.66      |                      | 510    |
| 19      | B     | Aleh Kupach           | Bielorrússia   | 44.51 | x     | 39.69 | 44.51      |                      | 508    |
| 20      | B     | Benjamin Gföhler      | Suíça          | 41.15 | 39.00 | 40.10 | 41.15      |                      | 459    |
| 21      | A     | Vacláv Sedlák         | Chéquia        | 37.99 | x     | 39.16 | 39.16      |                      | 430    |
| 99      | B     | Juuso Hassi           | Finlândia      |       |       |       | DNS        |                      | 0      |

### 1500 metros rasos
A prova ocorreu dia 11 de julho ás 21:15. 
| Posição | Bateria | Raia | Atleta                | Nacionalidade  | Tempo   | Notas           | Pontos |
| ------- | ------- | ---- | --------------------- | -------------- | ------- | --------------- | ------ |
| 1       | 2       | 2    | Gunnar Nixon          | Estados Unidos | 4:22.36 | Recorde pessoal | 796    |
| 2       | 2       | 8    | Ruben Gado            | França         | 4:24.00 | Recorde pessoal | 784    |
| 3       | 2       | 5    | Karl Robert Saluri    | Estónia        | 4:26.69 | Recorde pessoal | 766    |
| 4       | 2       | 6    | Manuel A. González    | Cuba           | 4:29.44 | Recorde pessoal | 748    |
| 5       | 1       | 6    | James Turner          | Canadá         | 4:30.83 | Recorde pessoal | 739    |
| 6       | 1       | 8    | Dino Dodig            | Sérvia         | 4:30.97 | Recorde pessoal | 738    |
| 7       | 2       | 11   | Luca Di Tizio         | Suíça          | 4:31.47 | Recorde pessoal | 735    |
| 8       | 1       | 3    | Aleh Kopach           | Bielorrússia   | 4:32.85 | Recorde pessoal | 726    |
| 9       | 2       | 3    | Tim Dekker            | Países Baixos  | 4:34.34 | Recorde pessoal | 716    |
| 10      | 2       | 7    | Lukas Schmitz         | Alemanha       | 4:35.38 | Recorde pessoal | 710    |
| 11      | 1       | 10   | Arne Broeders         | Bélgica        | 4:35.45 | Recorde pessoal | 709    |
| 12      | 1       | 5    | Pieter Braun          | Países Baixos  | 4:35.51 |                 | 709    |
| 13      | 1       | 9    | Jorge Ureña           | Espanha        | 4:36.68 |                 | 701    |
| 14      | 1       | 1    | Abdel Kader Larrinaga | Cuba           | 4:37.60 | Recorde pessoal | 695    |
| 15      | 2       | 9    | Tim Nowak             | Alemanha       | 4:39.36 | Recorde pessoal | 684    |
| 16      | 1       | 2    | Vacláv Sedlák         | Chéquia        | 4:39.98 | Recorde pessoal | 680    |
| 17      | 1       | 4    | Markus Leemet         | Estónia        | 4:40.32 | Recorde pessoal | 678    |
| 18      | 2       | 10   | Felipe dos Santos     | Brasil         | 4:43.75 | Recorde pessoal | 657    |
| 19      | 2       | 1    | Jake Stein            | Austrália      | 4:45.35 | Recorde pessoal | 647    |
| 20      | 2       | 4    | Cedric Dubler         | Austrália      | 4:46.05 | Recorde pessoal | 643    |
| 21      | 1       | 7    | Benjamin Gföhler      | Suíça          | 5:25.79 |                 | 420    |

## Classificação final
| Posição           | Atleta                | Nacionalidade  | Pontos | Notas           |
| ----------------- | --------------------- | -------------- | ------ | --------------- |
| Medalha de ouro   | Gunnar Nixon          | Estados Unidos | 8018   | WJL             |
| Medalha de prata  | Jake Stein            | Austrália      | 7955   | OJC             |
| Medalha de bronze | Tim Dekker            | Países Baixos  | 7815   | Recorde pessoal |
| 4                 | Cedric Dubler         | Austrália      | 7584   | Recorde pessoal |
| 5                 | Karl Robert Saluri    | Estónia        | 7583   | NJR             |
| 6                 | Manuel A. González    | Cuba           | 7513   |                 |
| 7                 | Ruben Gado            | França         | 7498   | Recorde pessoal |
| 8                 | Lukas Schmitz         | Alemanha       | 7444   | Recorde pessoal |
| 9                 | Tim Nowak             | Alemanha       | 7356   | Recorde pessoal |
| 10                | Luca Di Tizio         | Suíça          | 7302   | Recorde pessoal |
| 11                | Felipe dos Santos     | Brasil         | 7280   | Recorde pessoal |
| 12                | Arne Broeders         | Bélgica        | 7264   | Recorde pessoal |
| 13                | Abdel Kader Larrinaga | Cuba           | 7233   |                 |
| 14                | Vacláv Sedlák         | Chéquia        | 7209   |                 |
| 15                | Aleh Kopach           | Bielorrússia   | 7132   |                 |
| 16                | Pieter Braun          | Países Baixos  | 7055   |                 |
| 17                | Markus Leemet         | Estónia        | 7050   |                 |
| 18                | James Turner          | Canadá         | 7017   | Recorde pessoal |
| 19                | Dino Dodig            | Sérvia         | 6994   |                 |
| 20                | Jorge Ureña           | Espanha        | 6937   | Recorde pessoal |
| 21                | Benjamin Gföhler      | Suíça          | 6690   |                 |
| 99 !              | Juuso Hassi           | Finlândia      | DNF    |                 |
| 99 !              | Garrett Scantling     | Estados Unidos | DNF    |                 |

Legenda
| Recorde mundial       | Recorde mundial (World record)               |                       | Recorde africano                      | Recorde africano (African) |                                           | Q | Classificado por posição (Qualified) |
| Recorde do campeonato | Recorde do campeonato (Championship record)  | Recorde da América    | Recorde da América (Americas)         | q                          | Classificado por melhor tempo (Qualified) |   |                                      |
| Melhor marca do ano   | Melhor marca do ano (World leading)          | Recorde asiático      | Recorde asiático (Asian)              | DNS                        | Não largou (Did not start)                |   |                                      |
| Recorde nacional      | Recorde nacional (National record)           | Recorde europeu       | Recorde europeu (European)            | DNF                        | Não terminou (Did not finish)             |   |                                      |
| Recorde pessoal       | Recorde pessoal do atleta (Personal best)    | Recorde da Oceania    | Recorde da Oceania (Oceania)          | DSQ / DQ                   | Desclassificado (Disqualified)            |   |                                      |
| Recorde da temporada  | Recorde da temporada do atleta (Season best) | Recorde sul-americano | Recorde sul-americano (South America) | NM                         | Sem marca (No mark)                       |   |                                      |